# Basilika Herr der Wunder (San Pedro de los Milagros)

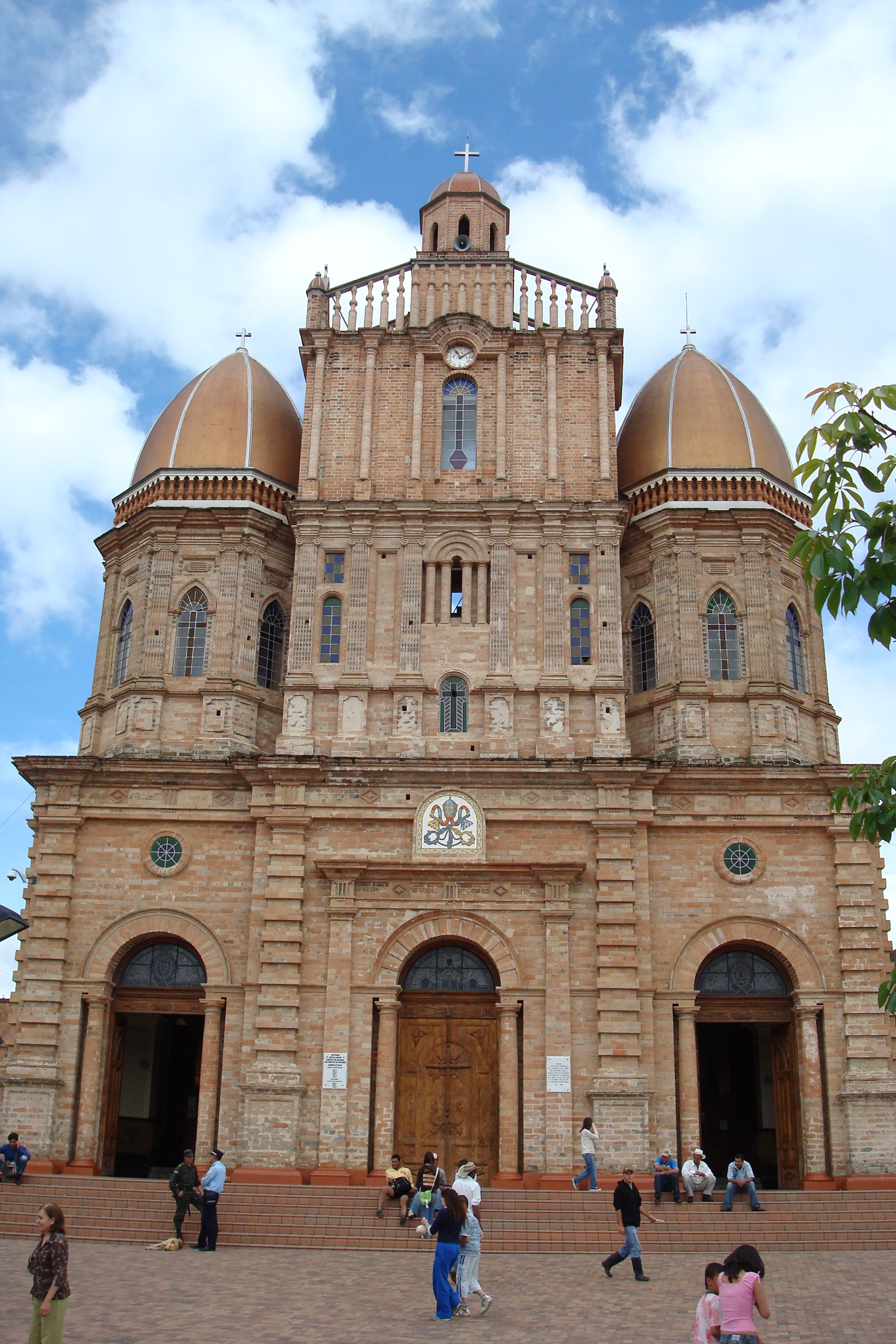
Basilika Herr der Wunder

Die Basilika Herr der Wunder (spanisch Basílica Menor del Señor de los Milagros) ist eine römisch-katholische Kirche in San Pedro de los Milagros im kolumbianischen Departamento de Antioquia. Das Diözesanheiligtum des Bistums Santa Rosa de Osos hat den Rang einer Basilica minor.  Die Wallfahrtskirche wurde Ende des 19. Jahrhunderts im Stil des Neobarocks errichtet.

## Geschichte

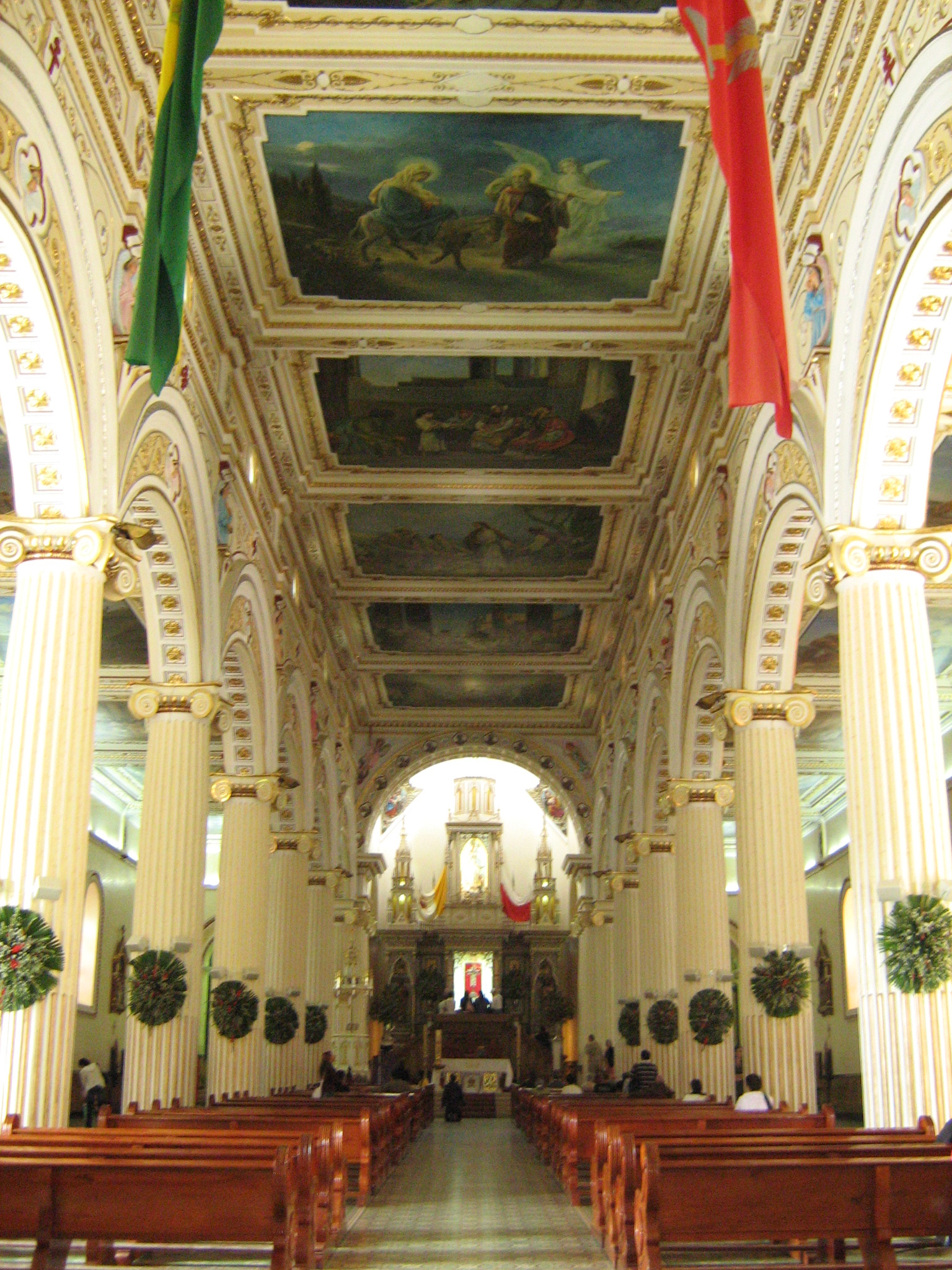
Mittelschiff mit Deckengemälden von José Claro

Nach Pastoralbesuchen 1870 und 1874 wurde von der Bistumsleitung eine würdigere Kirche gefordert. Pfarrer Fermín de Hoyos initiierte zusammen mit Pater Mariano de Jesús Euse Hoyos, Neffe des Pfarrers und 2000 seliggesprochen, einen Ausschuss zum Neubau der Kirche. Unter Baumeister Egidio Rincón wurde 1874 der Bau mit Unterstützer der Anwohner begonnen und 1895 fertiggestellt. Die Ausstattung der Kirche wurde stetig vorangetrieben, etwa wurde zusätzliche Flächen mit Marmor gestaltet.
Bereits im Jahr 1896 wurde das ursprüngliche Kruzifix ausgetauscht, auf dem das Bildnis des Herrn der Wunder 1774 in die Stadt gekommen war. Die Goldschmiedebrüder Jaramillo fertigten ein neues, mit Edelmetall und Edelsteinen verziertes Kreuz an. Im selben Jahr wurde die Kanzel und das Altarbild über dem Hauptaltar gestiftet, in dem das verehrte Bildnis aufbewahrt wird. 1898 wurde die Kirchturmuhr gestiftet.
1930 erhielt die Kirche vierzehn aus Frankreich importierte Hochrelief-Gemälde als Kreuzwegstationen. Ab 1937 erfolgte eine Umgestaltung des Innenraums mit Änderungen an der Kuppel über dem Altarraum. Die Decke des Mittelschiffs erhielt große Gemälde des katalanischen Malers José Claro, von dem auch die zwölf kleinen Hochreliefs im Hauptbogen stammen, die die Apostel darstellen.  Ab 1954 wurden Buntglasfenster des spanischen Künstler Juan Arco eingesetzt, die Passagen aus dem Leben Jesu Christi darstellen. Die Golddekoration wurde fortgesetzt, Blattgold wurde etwas im Chor und in der Grablege der Pfarrer angebracht.
Papst Johannes Paul II. verlieh der Wallfahrtskirche am 17. März 1981 den Titel einer Basilica minor. Die feierliche Verleihung erfolgte am 14. September desselben Jahres in Anwesenheit von Kardinal Aníbal Muñoz Duque und des Apostolischen Nuntius‘ Angelo Acerbi. Eine letzte Renovierung erfolgte 2006.